# Fudbalski Klub Jastrebac Niš
Il Fudbalski klub Jastrebac Proleter (in cirillico Фудбалски клуб Јастребац Пролетер), conosciuto semplicemente come Jastrebac, era una squadra di calcio di Niš in Serbia.

## Storia
Il club viene fondato nel 1946 e milita quasi sempre nelle categorie minori jugoslave. Il periodo d'oro è ad inizio degli anni '90: nella stagione 1990–91 si trova in quarta divisione, ma, grazie a tre promozioni consecutive, in quella 1993–94 si ritrova in Prva liga. La permanenza nella massima divisione dura solo un anno, finisce ultimo in classifica e retrocede.
In alcune stagioni è apparso come Jastrebac Narvik e Jastrebac Sport lajn per motivi di sponsorizzazione. Nel 2003 cambia il nome in FK Jastrebac Proleter. La squadra prende il nome dalla montagna Jastrebac situata in Serbia Centrale, fra le città di Niš, Kruševac e Prokuplje.

Il club viene sciolto nella durante la stagione 2009–10, mentre milita nella Prva Niška liga, quinto livello nella piramide calcistica serba.

## Cronistoria
| Stagione | Campionato      | Campionato | Campionato | Campionato | Coppa   |
| Stagione | Categoria       | Liv.       | Posizione  | Verdetti   | Coppa   |
| -------- | --------------- | ---------- | ---------- | ---------- | ------- |
| 1991–92  | 3. liga Est     | III        | 1º su 16   | Promosso   |         |
| 1992–93  | 2. liga         | II         | 1º su 20   | Promosso   | 16esimi |
| 1993–94  | 1. liga         | I          | 20º su 20  | Retrocede  |         |
| 1994–95  | 2. liga         | II         | 12º su 20  |            | 16esimi |
| 1995–96  | 2. liga         | II         | 19º su 20  | Retrocede  |         |
| 1996–97  |                 |            |            |            |         |
| 1997–98  |                 |            |            |            |         |
| 1998–99  | Srpska liga Niš | III        | 17º su 18  |            |         |
| 1999–00  | Srpska liga Niš | III        | 15º su 20  |            |         |
| 2000–01  |                 |            |            |            |         |
| 2001–02  | Srpska liga Niš | III        | 13º su 18  |            |         |
| 2002–03  | Srpska liga Niš | III        | 15º su 18  | Retrocede  |         |
| 2003–04  | Niška zona      | IV         | 3º         |            |         |
| 2004–05  | Niška zona      | IV         | 3º         |            |         |
| 2005–06  | Niška zona      | IV         | 9º         |            |         |
| 2006–07  | Niška zona      | IV         | 7º         |            |         |
| 2007–08  | Niška zona      | IV         | 14º su 18  | Retrocede  |         |
| 2008–09  | 1. Niška liga   | V          | 13º su 16  |            |         |
| 2009–10  | 1. Niška liga   | V          |            | Ritirato   |         |

## Stadio
Lo Stadion Jastrepca era il campo di gioco dello Jastrebac. Aveva una capienza di 5000 posti.

## Calciatori
- Ivica Kralj
- Saša Zorić

## Palmarès
- Druga liga SR Jugoslavije: 1

1992-1993